# Osiedle Orła Białego (Gniezno)
Osiedle Orła Białego – osiedle mieszkaniowe w dzielnicy Winiary, w północnej części Gniezna.
Znajduje się tutaj Szkoła Podstawowa nr 12 oraz Szkoła Podstawowa nr 10, a najbliższa parafia to bł. Radzyma Gaudentego. Osiedle Orła Białego skomunikowane jest z pozostałą częścią miasta poprzez kilka linii autobusowych, obsługiwanych przez MPK Gniezno.

## Lokalizacja
Osiedle Orła Białego leży na północ od jeziora Winiary, na wzniesieniu powyżej Trasy Zjazdu Gnieźnieńskiego. Obejmuje ono obszar wyznaczony następującymi ulicami:
- Orcholską (od wschodu i południa)
- Gdańską (od zachodu)
- Winiary (od północy)